# Xerospermophilus perotensis
Xerospermophilus perotensis is een zoogdier uit de familie van de eekhoorns (Sciuridae). De wetenschappelijke naam van de soort werd voor het eerst geldig gepubliceerd door Clinton Hart Merriam in 1893. De soort is vernoemd naar de vindplaats Perote.

## Voorkomen
De soort komt voor in Mexico.